# هدى مثنى
هدى مثنى (من مواليد 28 أكتوبر/تشرين 1994) هي امرأة يمنية مولودة في الولايات المتحدة قامت بالسفر من الولايات المتحدة إلى سوريا للانضمام إلى داعش في نوفمبر(تشرين الثاني) 2014. واستسلمت في يناير(كانون الثاني) 2019 لقوات سوريا الديمقراطية التي تقاتل داعش في سوريا، ومُنعت من العودة إلى الولايات المتحدة بعد أن رفض قاضي المحكمة مطالبتها بالحصول على الجنسية الأمريكية. بناءاً على انها عندما ولدت، كان والدها دبلوماسيًا يمنيًا، مما جعلها غير مؤهلة للحصول على حق الجنسية الأمريكية بالولادة.

## وقت مبكر من حياتها
ولدت هدى في هاكنساك، نيوجيرسي في 28 أكتوبر(تشرين) 1994. كان والدها دبلوماسيًا يمنيًا، على الرغم من وجود خلاف حول ما إذا كان دبلوماسيًا وقت ولادتها أم أنه استقال قبل عدة أشهر. نشأت مثنى في هوفر، ألاباما، والتحقت بمدرسة هوفر الثانوية قبل أن تغادر الولايات المتحدة للانضمام إلى داعش في نوفمبر(تشرين الثاني) 2014 باستخدام الأموال التي جمعها والداها لتغطية رسوم دراستها الجامعية.

## فترة وجودها في داعش
وفي ديسمبر (كانون الثاني) 2014، تزوجت هدى من سبحان الرحمن، وهو جهادي أسترالي معروف باسم أبو جهاد الأسترالي. على تويتر، دعت هدى إلى شن هجمات إرهابية ضد المدنيين في الولايات المتحدة وشجعت المزيد من السكان على السفر إلى الأراضي التي يسيطر عليها تنظيم داعش لدعم الخلافة. وذكرت صحيفة الغارديان أن هدى زعمت أن حسابها على تويتر تعرض للاختراق. في مقابلة مع ABC News في 19 فبراير (شباط) 2019، عندما سُئلت عن تغريدة دعت فيها إلى قتل الأمريكيين في مسيرات المحاربين القدامى في يوم الذكرى، أجابت هدى "لا أستطيع حتى أن أصدق أنني فكرت في ذلك".
وقُتل رحمن، زوج هدى، في سوريا في مارس(آذار) 2015. ثم تزوجت من مقاتل تونسي وأنجبت منه ولداً. وذكرت هدى أنها بدأت تشكك في ولائها للخلافة في هذا الوقت تقريبًا. قُتل زوجها الثاني أثناء معركة الموصل عام 2017، وهربت من الرقة إلى الميادين إلى هجين بدير الزور وأخيراً إلى الشفا في شرق سوريا. تزوجت وطلقت برجل ثالث في هذا الوقت تقريبًا. أصبحت هدى صديقة لكيمبرلي جوين بولمان، وهو مواطنة كندية-أمريكية. عندما تقلصت مساحة اخر جيوب التنظيم إلى بضعة أميال فقط. كان الطعام شحيحًا جدًا لدرجة أنهم اضطروا إلى غليان العشب من أجل الغذاء. واتفقوا على محاولة الهروب من الجيب، على الرغم من أن بولمان قالت إن محاولتها الأولى للانشقاق أدت إلى سجنها وتعذيبها واغتصابها. ففرت هدى من الشفا واستسلمت للقوات الأمريكية في 10 نوفمبر (كانون الثاني) 2019. وتم وضع كل من هدى وبولمان في مخيم الهول للاجئين في سوريا. وأعرب هدى عن رغبتهما في العودة إلى الولايات المتحدة.
أجرت BuzzFeed مقابلة مع هدى ووالدها وصديقة لها في عام 2015. وذكروا أنه بعد أن أعطاها والدها هاتفًا خلويًا، أنشأت حسابًا على تويتر لم يكن والداها على علم به، والذي اكتسب في النهاية آلاف المتابعين. قالت الصديقة التي أجروا معها مقابلة إنها ربما كانت واحدة من الأشخاص الوحيدين الذين عرفوها في الحياة الواقعية ومن خلال تويتر. احترمت بزفيد رغبة صديقتها في عدم الكشف عن هويتها. اذ قالت إن هناك فجوة بين شخصية هدى الحقيقية والشخصية الأكثر تطرفًا التي تبنتها على تويتر، وضربت مثالًا على ذلك ادعاء هدى أنها كانت ترتدي الجلباب والعباءة المحتشمة منذ الصف الثامن، الا انها ما كانت ترتدي ملابس محتشمة الا مؤخرًا .
في مقابلة مع صحيفة نيويورك تايمز، وصفت هدى كيف تم إجبار المتعاطفات الوافدات حديثًا من مثيلاتها على تسليم هواتفهن، واحتجازهن في ثكنة مغلقة، حيث تم احتجازهن كعرائس محتملات للمقاتلين.

## مواطنتها
في يناير(كانون الثاني) 2016، ألغت إدارة أوباما جواز سفر هدى، وذكرت في رسالة أنها لم تكن مواطنة بالولادة لأن إنهاء والدها لوضعه الدبلوماسي لم يتم توثيقه رسميًا حتى فبراير(شباط) 1995.
وأصدر الرئيس ترامب تعليمات لوزير الخارجية مايك بومبيو بعدم السماح لها بالعودة إلى البلاد. وأصدر بومبيو بيانًا صحفيًا جاء فيه: "السيدة هدى مثنى ليست مواطنة أمريكية ولن يتم قبولها في الولايات المتحدة. ليس لديها أي أساس قانوني، ولا جواز سفر أمريكي صالح، ولا حق في الحصول على جواز سفر، ولا أي تأشيرة دخول. للسفر إلى الولايات المتحدة. وما زلنا ننصح بشدة جميع المواطنين الأمريكيين بعدم السفر إلى سوريا. يعارض محاميها، تشارلز سويفت، حجة الحكومة بشأن حق المواطنة بالولادة، مؤكدًا أن والدها قد تم تسريحه من منصبه الدبلوماسي قبل شهر من ولادتها. في 21 فبراير (شباط) 2019، رفع والد مثنى، أحمد علي مثنى، دعوى قضائية طارئة، يطلب فيها من الحكومة الفيدرالية تأكيد جنسية ابنته والسماح لها بالعودة إلى الولايات المتحدة.
وفي نوفمبر 2019، حكم القاضي الفيدرالي بأنها لا تحمل الجنسية الأمريكية.
وفي عام 2021، أيدت محكمة الاستئناف في المحكمة الجزئية، وحكمت بأن هدى ليست مواطنًا أمريكيًا. وفي عام 2022، رفضت المحكمة العليا في الولايات المتحدة الاستماع إلى استئنافها.

## تطورات لاحقة
وفي أبريل(نيسان) 2021، ألقي القبض على شقيقتها أثناء محاولتها الانضمام إلى داعش.
اعتباراً من يونيو(حزيران) كانت لا تزال هدى مثنى معتقلة في مخيم الهول (مع أكثر من 65الف من المشتبهين من الافراد وعائلتهم من تنظيم داعش) .

## أقرأ ايضاً
- جون ووكر ليند، مقاتل أمريكي من حركة طالبان
- شميمة بيجوم، فتاة بريطانية انضمت إلى داعش بعد أشهر قليلة من هدى، وعُثر عليها لاحقاً في نفس مخيم الهول للاجئين.
- ياسر عصام حمدي، مواطن أمريكي انضم لتنظيم القاعدة. كان موضوعًا لقضية أمام المحكمة العليا الأمريكية، حمدي ضد رامسفيلد. وتم ترحيل حمدي في نهاية المطاف إلى المملكة العربية السعودية، ولكن فقط بعد أن تخلى عن جنسيته الأمريكية.